# Fidel Dávila (futbolista)
Fidel Eduardo Dávila Varas (Humberstone, Chile; 27 de octubre de 1949) es un exfutbolista chileno que jugó como delantero en distintos equipos del país durante las décadas de 1970 y 1980. 
Apodado el Chino, Dávila destacó por su paso por Deportes Iquique entre 1980 y 1984. En esos cuatro años se convirtió en uno de los máximos goleadores de la historia de los Dragones Celestes en la Primera División de Chile con 56 tantos.
Fue uno de los principales artífices de la obtención de la Copa Polla Gol 1980 luego de anotar nueve goles durante la competición, entre ellos la apertura de la cuenta en la final, en que vencieron por 2-1 a Colo-Colo.
Tras trece años de carrera, se retiró en 1987 en Santiago Wanderers luego de participar en la Copa Chile 1987 para equipos de la segunda división.

## Clubes
| Club                 | País  | Año       |
| -------------------- | ----- | --------- |
| Colo-Colo            | Chile | 1974      |
| Universidad Católica | Chile | 1975      |
| Deportes Ovalle      | Chile | 1976-1978 |
| Coquimbo Unido       | Chile | 1979      |
| Deportes Iquique     | Chile | 1980-1984 |
| Cobreloa             | Chile | 1985      |
| Palestino            | Chile | 1986      |
| Santiago Wanderers   | Chile | 1987      |

## Palmarés

### Campeonatos nacionales
| Título           | Club                 | País  | Año  |
| ---------------- | -------------------- | ----- | ---- |
| Primera B        | Universidad Católica | Chile | 1975 |
| Copa Chile       | Deportes Iquique     | Chile | 1980 |
| Primera División | Cobreloa             | Chile | 1985 |

### Distinciones individuales
| Distinción                                           | Año  |
| ---------------------------------------------------- | ---- |
| Máximo goleador de la Copa Chile (9 goles)           | 1980 |
| Máximo goleador de la Copa de la República (3 goles) | 1983 |
| Hijo Ilustre de Iquique                              | 2023 |